# Festival de Málaga
El Festival de Málaga es una muestra cinematográfica anual celebrada en Málaga, España. Proyecta los estrenos más relevantes del año del cine español, incluyendo documentales y cortometrajes. También concede premios a las mejores películas del año así como galardones honoríficos. El galardón principal es la Biznaga de Oro a la Mejor Película. Otros premiados, como el Premio de la Crítica o Mejor Dirección, reciben Biznagas de Plata. El festival también acoge mesas redondas y coloquios sobre temas de actualidad para el cine español.
El primer festival se celebró del 9 al 17 de marzo de 1998. El invitado de honor fue Fernando Fernán Gómez, y la retrospectiva estuvo dedicada a Montxo Armendáriz. Aunque originalmente el festival se celebraba sin fecha fija, entre marzo y junio, desde 2008 se ha venido celebrando en abril.

## Historia
El Festival de Málaga de Cine Español ha mantenido como objetivo desde su nacimiento favorecer la difusión y promoción de la cinematografía española, reuniendo cada año a los diferentes sectores de la industria cinematográfica, generando foros, debates y encuentros con el fin de analizar los avances y las necesidades del cine español, como escaparate para el trabajo de los profesionales del sector audiovisual.
El Festival de Málaga muestra cine español inédito en largometrajes, cortometrajes y documentales, con eventos significados como Mercadoc, Mercado del Documental Español e Iberoamericano; Málaga Screenings, Mercado del Largometraje Español; TV Market, Mercado de la ficción y animación españolas para televisión; Málaga Audiovisual, representación del audiovisual de Málaga en Mercadoc y Market Screenings; Zonazine, largometrajes, cortometrajes y ciclos para el público joven.
El Festival se ha consolidado como la principal plataforma y evento de la industria cinematográfica de España, y se trata de un acontecimiento cultural de primera magnitud con gran asistencia de público, que cada año recibe una amplia cobertura de medios de comunicación, tanto nacionales como internacionales, principalmente del mundo hispanohablante.
En el año 2016 el concurso cinematográfico planeó una mayor expansión al mercado hispanohablante y Latinoamérica lo que produjo un cambio de denominación de 'Festival de Málaga de Cine Español' a 'Festival de Málaga Cine en Español'. Anteriormente, ya habían participado de forma minoritaria en el festival películas producidas en el continente americano como la adaptación al cine de la novela Memoria de mis putas tristes del colombiano Gabriel García Márquez, o la película argentina Kóblick de Ricardo Darín.

## Lista de ediciones
| Edición | Fecha                                 | Jurado de la sección oficial |
| ------- | ------------------------------------- | --- |
| I       | Del 9 al 17 de marzo de 1998          | Antonio Lara, Fernando Méndez Leite, Justo Navarro, Javier Rioyo y María Dolores Devesa                                         |
| II      | Del 9 al 17 de marzo de 1999          | Assumpta Serna, Alejandro Amenábar, Ángeles González-Sinde, John Hopewell y Manuel Pérez Estremera                              |
| III     | Del 26 de mayo al 3 de junio de 2000  | María de Medeiros, Enrique Gabriel-Lipschutz, Antonio Pérez, Augusto Martínez Torres y Ana Torrent                              |
| IV      | Del 1 al 9 de junio de 2001           | José Luis Borau, Anabel Alonso, Antonio Weinrichter, Carlos Morelli y Antonio Soler                                             |
| V       | Del 26 de abril al 4 de mayo de 2002  | Agustín Díaz Yanes, Benito Zambrano, Antonio Gasset, Ray Loriga y José Manuel Lorenzo                                           |
| VI      | Del 25 de abril al 3 de mayo de 2003  | Andrea Occhipinti, Ramón Salazar, Leonor Watling, Jaume Figueras, Edmundo Gil                                                   |
| VII     | Del 24 de abril al 1 de mayo de 2004  | Elisenda Nadal, Mima Fleurent, Rosa Montero, Tomás Cimadevilla, Amparo Soler Leal, Antonio Hernández, Estrella de Diego         |
| VIII    | Del 22 al 30 de abril de 2005         | Aitana Sánchez Gijón, Adolfo Blanco, Felipe Vega, Luis San Narciso, Lorenzo Silva, Emiliano Otegui, Ana López Puigcorvé         |
| IX      | Del 17 al 25 de marzo de 2006         | Imanol Arias, Carlos Rosado, Vicente Molina Foix, Paco Ramos, Cecilia Roth, Pepe Salcedo, Jaume Balagueró                       |
| X       | Del 9 al 17 de marzo de 2007          | Antonio Isasi-Isasmendi, George Ayoub, José Infante, Óscar Jaenada, Héctor Olivera, Rosa María Sardá, Pepe Vargas               |
| XI      | Del 4 al 12 de abril de 2008          | Guy Braucourt, Bernardo Bonezzi, Charo Izquierdo, Richard Peña, Mate Cantero, Juan Diego, Eliseo Subiela                        |
| XII     | Del 17 al 25 de abril de 2009         | Álex de la Iglesia, Sergio Cabrera, José Manuel Cervino, Lucía Etxebarría, Juan Madrid, Rubén Ochandiano, Emma Suárez           |
| XIII    | Del 17 al 24 de abril de 2010         | Ángela Molina, Fernando Lara, Imanol Uribe, Josean Fernández, Juan Bonilla, Lucía Jiménez, María Ripoll                         |
| XIV     | Del 26 de marzo al 2 de abril de 2011 | Vicente Aranda, Sílvia Abascal, Ana Álvarez, Verónica Forqué, Carlos Bardem, Gustavo Martín Garzo, Daniel Sánchez Arévalo       |
| XV      | Del 21 al 28 de abril de 2012         | Gonzalo Suárez, Goya Toledo, Raúl Arévalo, Inma Cuesta, Iván Trujillo, Isona Passola y Enrique Brinkmann                        |
| XVI     | Del 20 al 27 de abril de 2013         | Joaquín Oristrell, Natalia Verbeke, Ignacio Martínez de Pisón, Inés París, Lorenzo Saval, Verónica Echegui, Fernando Sokolowicz |
| XVII    | Del 21 al 29 de marzo de 2014         | Manuel Gómez Pereira, Najwa Nimri, Ernesto Alterio, María Barranco, Xavi Puebla, Jocelyne Faessel, José Antonio Garriga         |
| XVIII   | Del 17 al 26 de abril de 2015         | Judith Colell, Nathalie Poza, Manuela Velasco, Unax Ugalde, Santi Amodeo, Pau Esteve Birba, Patrick Bernabé                     |
| XIX     | Del 22 de abril al 1 de mayo de 2016  | Manuel Martín Cuenca, Belén López, Pilar Martínez-Vasseur, Alberto Ammann, Daniel Guzmán, Manuel Hidalgo                        |
| XX      | Del 17 al 26 de marzo de 2017         | Alejandra Trelles, Elena Ruiz, Emilio Martínez Lázaro, Iván Giroud Gárate, María Botto, Pablo Berger                            |
| XXI     | Del 13 al 22 de abril de 2018         | Mariano Barroso, Sylvie Imbert, Manane Rodríguez, Marta Sanz, Aura Garrido                                                      |
| XXII    | Del 15 al 24 de marzo de 2019         | Andrés Bayona, Agustina Chiarino, Patricia Ferreira, Ignacio Ruiz Capillas y Diego San José                                     |
| XXIIII  | Del 21 al 30 de agosto de 2020        | Álvaro Brechner, Adelfa Calvo, Álvaro Cervantes, Chus Gutiérrez y Pablo Remón                                                   |
| XXIV    | Del 3 al 13 de junio de 2021          | Elena S. Sánchez, Carles Torras, Nora Navas, Rafael Cobos y Valérie Delpierre                                                   |
| XXV     | Del 18 al 27 de marzo de 2022         | Cecilia Suárez, Javier Cercas, Manuel Martín Cuenca, Marco Mühletaler Maggiolo y Marta Nieto                                    |
| XXVI    | Del 10 al 19 de marzo de 2023         | Manuel Gutiérrez Aragón, Gonzalo Miró, Julieta Zylberberg, Gabriela Sandoval y Pablo Stoll.                                     |
| XXVII   | Del 1 al 10 de marzo de 2024          | Claudia Piñeiro, José Luis Rebordinos, Javier Ruíz Caldera, Alejandro Loayza Grisi, Antonia Zerges, y Daniela Fejerman          |

## Premios
- Categorías:
  - Biznaga de Oro a la mejor película española, dotada con 12.000 euros
  - Biznaga de Oro a la mejor película iberoamericana, dotada con 12.000 euros
  - Biznaga de Plata, premio especial del jurado
  - Biznaga de Plata a la mejor dirección
  - Biznaga de Plata ‘hotel ac málaga palacio’ a la mejor actriz
  - Biznaga de Plata al mejor actor
  - Biznaga de Plata a la mejor actriz de reparto
  - Biznaga de Plata al mejor actor de reparto
  - Biznaga de Plata al mejor guion
  - Biznaga de Plata a la mejor música
  - Biznaga de Plata a la mejor fotografía
  - Biznaga de Plata al mejor montaje

## Sedes
El Festival se desarrolla en distintos puntos y escenarios de la ciudad de Málaga.
- Teatro Cervantes

Considerado Monumento Histórico Nacional, el Teatro Cervantes, construido en el año 1869, se ha convertido en el centro neurálgico del Festival ya que es el lugar en el que se estrenan las películas de la Sección Oficial, los homenajes y se realizan las ruedas de prensa.
- Teatro Echegaray

Edificio historicista de 1932, dentro del marco del Festival, es el espacio de proyección de la Sección Documentales.
- Cine Albéniz

Después del Teatro Cervantes, es el lugar donde se proyectan tanto las películas de Sección Oficial como el resto de contenidos.
- Museo Picasso

Situado en el Palacio de Buenavista, en la calle Alcazabilla, alberga las Masterclass, clases magistrales con profesionales del mundo del celuloide.
- Rectorado UMA

Sede oficial de la Universidad de Málaga. Dispone de diversas instalaciones donde se celebran, mesas redondas, ponencias, entregas de premios, exposiciones, etc. durante el Festival.
- Hotel Málaga Palacio

Lugar de alojamiento de las estrellas que acuden al Festival. Famoso por los saraos y fiestas que se organizan en sus salones durante todo el certamen.
- Centro Cultural Provincial

Además de estos lugares, muchos otros rincones y espacios multidisciplinares de la ciudad albergan encuentros relacionados con cine, música, publicaciones, etc.

## Secciones
| - Sección Oficial: Largometrajes y cortometrajes - Málaga Premiere | - Sección Oficial: Largometrajes y cortometrajes - Málaga Premiere | - Zonazine - Documental - Territorio latinoamericano | - Zonazine - Documental - Territorio latinoamericano | - Videocreación - Animazine - Ventana tv | - Videocreación - Animazine - Ventana tv |

### Actividades simultáneas
| - Homenajes - Premio Málaga - Premio Retrospectiva - Premio Ricardo Franco - Premio Eloy de la Iglesia | - Homenajes - Premio Málaga - Premio Retrospectiva - Premio Ricardo Franco - Premio Eloy de la Iglesia | - Cinefórum - Película de Oro - Conciertos - Cosecha del año - Festival de Málaga, 1953 - Recuerdos | - Cinefórum - Película de Oro - Conciertos - Cosecha del año - Festival de Málaga, 1953 - Recuerdos | - Mercadoc, Mercado del Documental Español e Iberoamericano - TV Market, Mercado de la ficción y animación españolas para televisión - Málaga Screenings, Mercado del Largometraje Español - Málaga Audiovisual, representación del audiovisual de Málaga en Mercadoc y Market Screenings | - Mercadoc, Mercado del Documental Español e Iberoamericano - TV Market, Mercado de la ficción y animación españolas para televisión - Málaga Screenings, Mercado del Largometraje Español - Málaga Audiovisual, representación del audiovisual de Málaga en Mercadoc y Market Screenings |

## Galería de imágenes del Festival

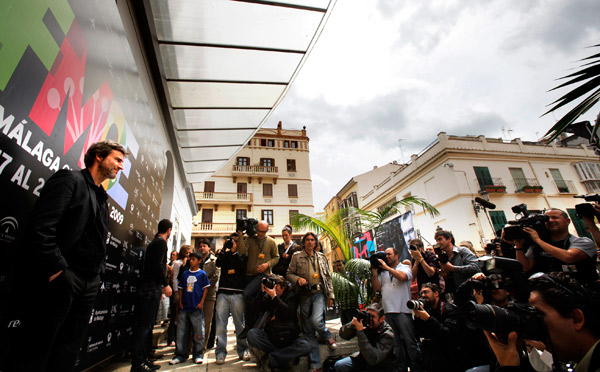
Alberto San Juan durante la presentación del largometraje Bajo las estrellas
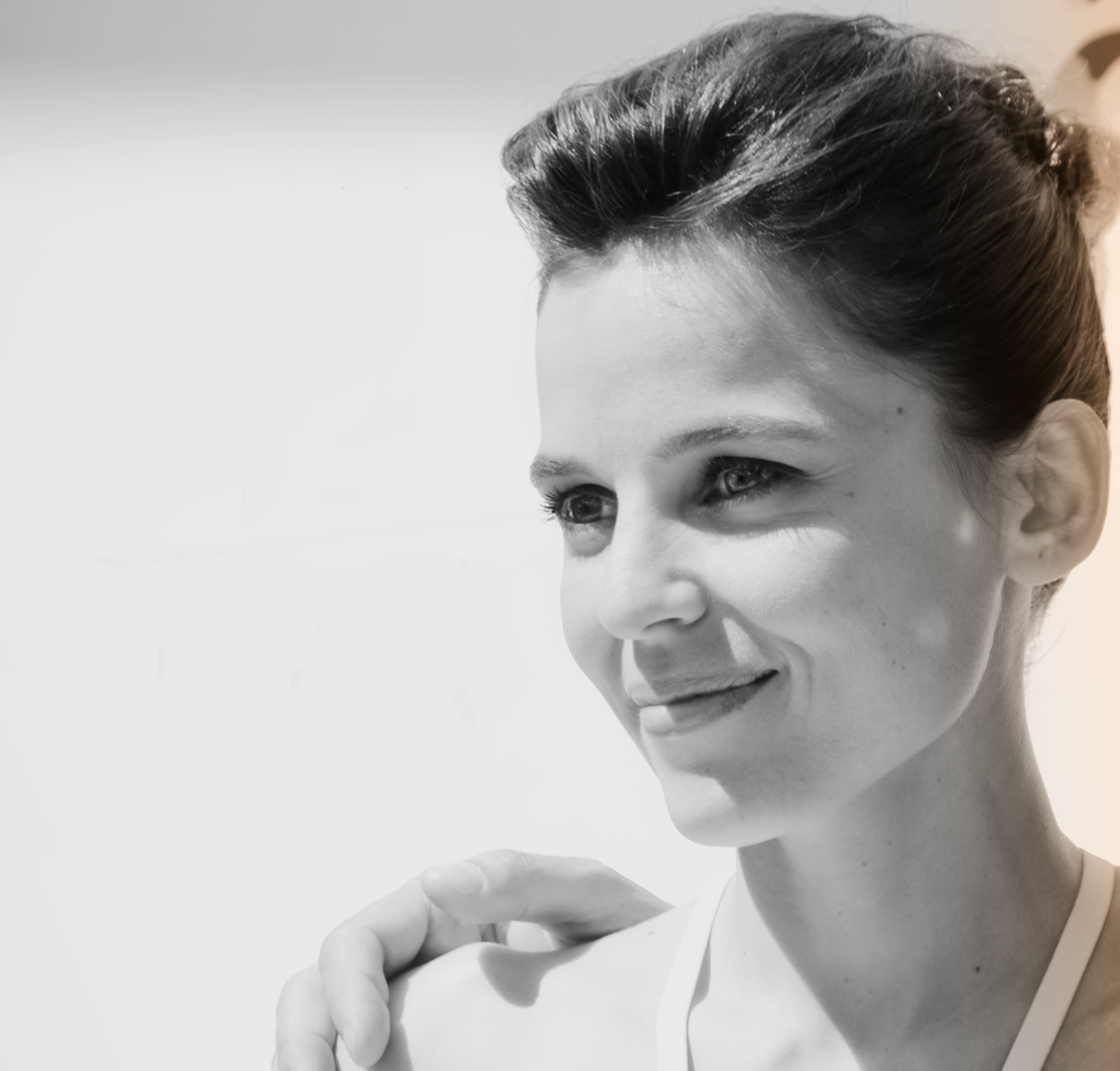
Elena Anaya, Premio Málaga 2012, durante la 13ª Edición
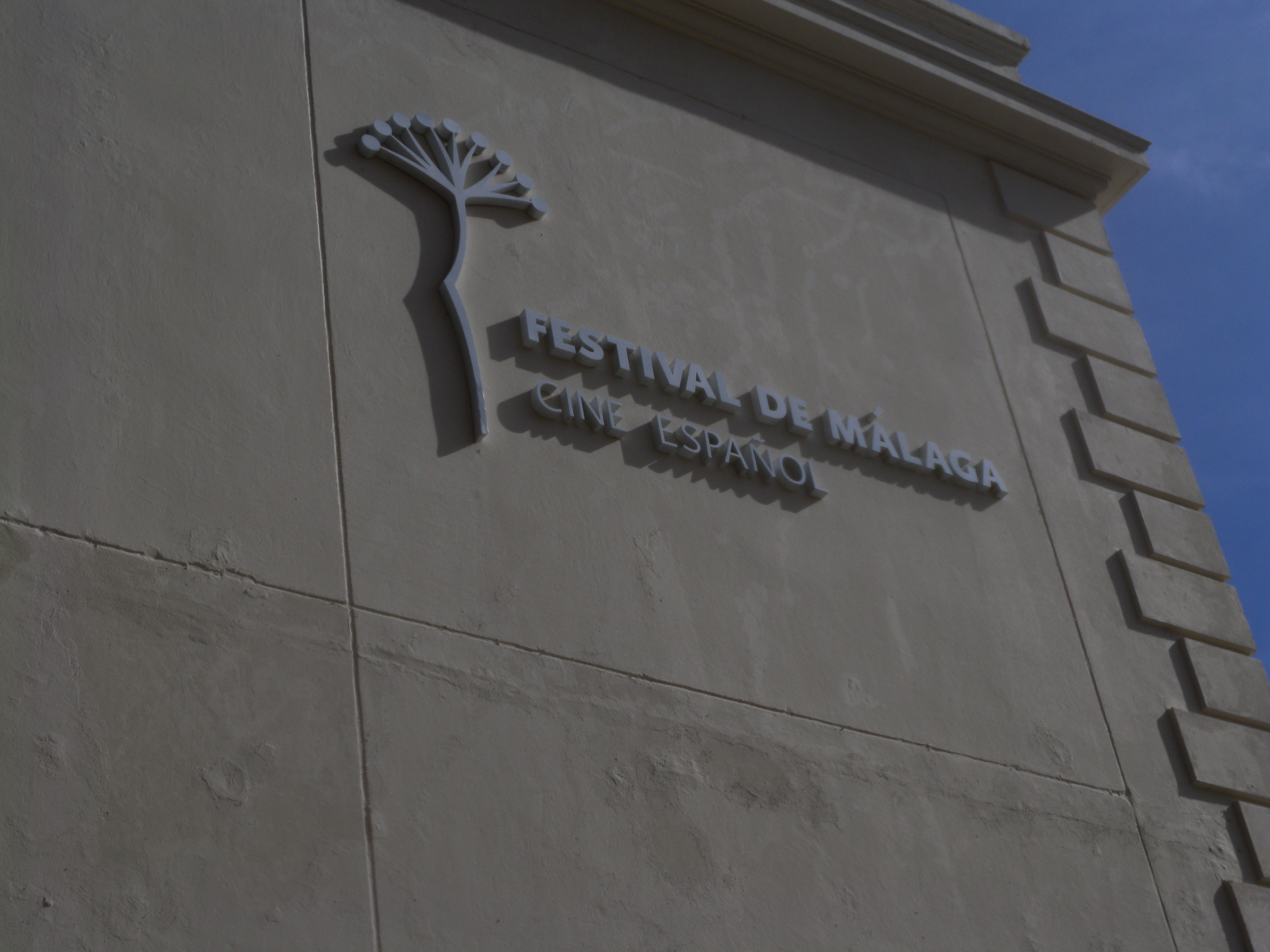
Logotipo del Festival en la fachada del Cine Albéniz
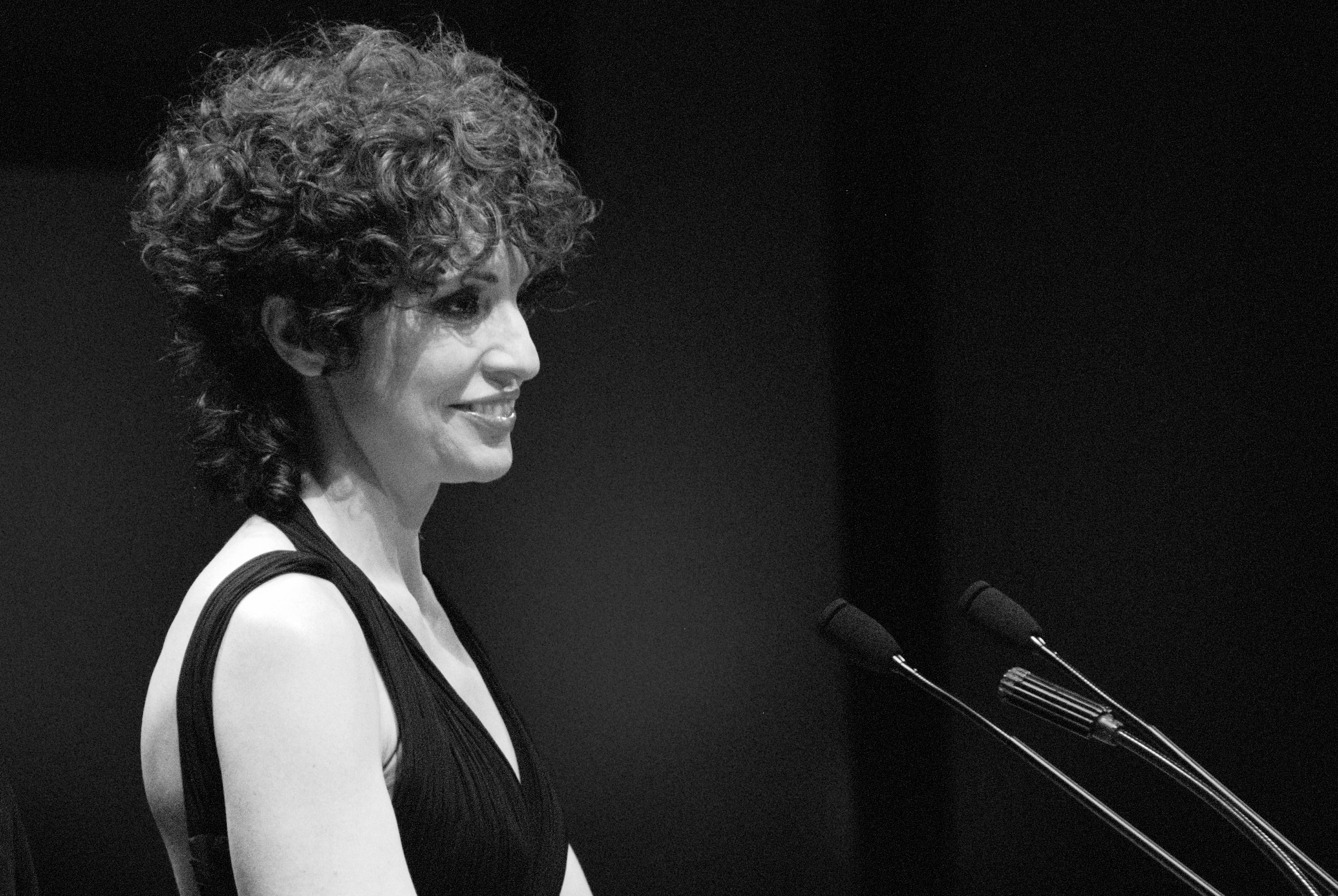
Adriana Ozores en la 12ª Edición
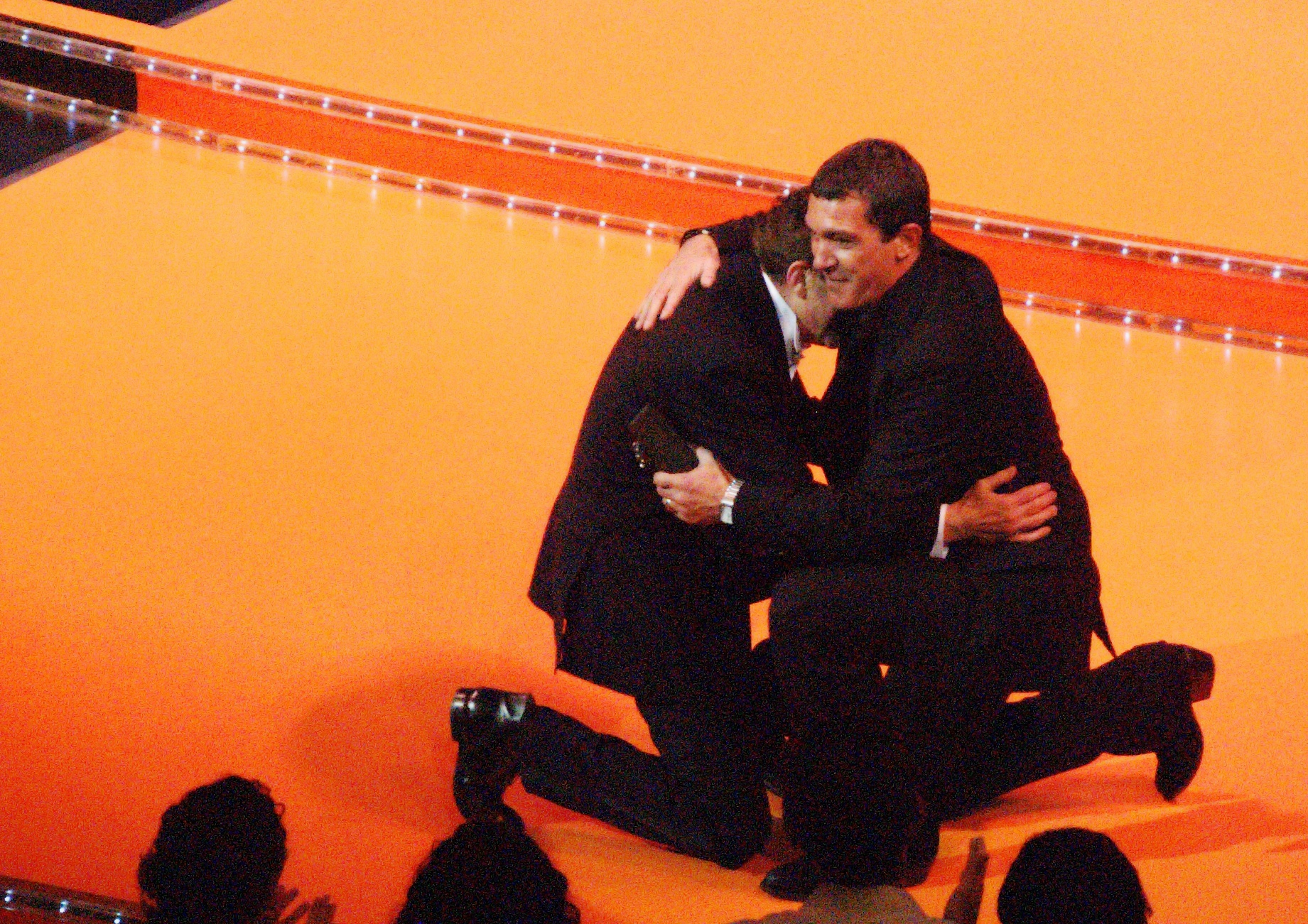
Antonio Banderas abraza a Juan Diego, antes de entregarle el Premio Málaga en la edición 2009